# American Meteor Society
A American Meteor Society, Ltd. (AMS) é uma organização científica sem fins lucrativos estabelecida para encorajar e apoiar as atividades de pesquisa de astrônomos amadores e profissionais interessados no campo da astronomia de meteoros. Suas afiliadas observam, monitoram, coletam dados, estudam e relatam meteoros, chuvas de meteoros, bolas de fogo meteóricas e fenômenos meteóricos relacionados. A sociedade foi fundada em 1911 por Charles P. Olivier do Observatório Leander McCormick.